# Liste der Bodendenkmäler in Hahnbach
Auf dieser Seite sind die Bodendenkmäler in dem Oberpfälzer Markt Hahnbach zusammengestellt. Diese Tabelle ist eine Teilliste der Liste der Bodendenkmäler in Bayern. Grundlage ist die Bayerische Denkmalliste, die auf Basis des Bayerischen Denkmalschutzgesetzes vom 1. Oktober 1973 erstmals erstellt wurde und seither durch das Bayerische Landesamt für Denkmalpflege geführt wird. Die folgenden Angaben ersetzen nicht die rechtsverbindliche Auskunft der Denkmalschutzbehörde.

## Bodendenkmäler in Hahnbach
| Lage                | Objekt | Akten-Nr.     | Bild |
| ------------------- | --- | ------------- | ---- |
| Hahnbach (Standort) | Vorgeschichtliche Höhensiedlung, frühmittelalterliche Höhensiedlung mit Ringwall, hochmittelalterlicher Burgstall. | D-3-6436-0001 |      |
| Hahnbach (Standort) | Vorgeschichtlicher Bestattungsplatz mit Grabhügel. | D-3-6436-0002 |      |
| Hahnbach (Standort) | Bestattungsplatz der Hallstattzeit mit verebneten Grabhügeln. | D-3-6436-0003 |      |
| Hahnbach (Standort) | Vorgeschichtlicher Bestattungsplatz mit Grabhügeln. | D-3-6436-0004 |      |
| Hahnbach (Standort) | Vorgeschichtlicher Bestattungsplatz mit Grabhügel. | D-3-6436-0016 |      |
| Hahnbach (Standort) | Mittelalterlicher bzw. frühneuzeitlicher Eisenverhüttungsplatz. | D-3-6436-0080 |      |
| Hahnbach (Standort) | Spätpaläolithische und mesolithische Freilandstation. | D-3-6436-0081 |      |
| Hahnbach (Standort) | Archäologische Befunde des Mittelalters und der frühen Neuzeit im Bereich der historischen Marktsiedlung Hahnbach. | D-3-6436-0082 |      |
| Hahnbach (Standort) | Spätpaläolithische und mesolithische Freilandstation, vorgeschichtliche Siedlung. | D-3-6436-0086 |      |
| Hahnbach (Standort) | Mesolithische Freilandstation. | D-3-6436-0089 |      |
| Hahnbach (Standort) | Vorgeschichtliche Siedlung. | D-3-6436-0090 |      |
| Hahnbach (Standort) | Archäologische Befunde des Mittelalters und der frühen Neuzeit im Bereich der Kath. Pfarrkirche St. Jakob in Hahnbach, darunter die Spuren von Vorgängerbauten bzw. älterer Bauphasen sowie der aufgelassene historische Ortsfriedhof. | D-3-6436-0091 |      |
| Vilseck (Standort)  | Mesolithische Freilandstation. | D-3-6436-0096 |      |
| Hahnbach (Standort) | Mesolithische Freilandstation. | D-3-6436-0120 |      |
| Hahnbach (Standort) | Mesolithische Freilandstation | D-3-6436-0121 |      |
| Hahnbach (Standort) | Mesolithische Freilandstation. | D-3-6436-0122 |      |
| Hahnbach (Standort) | Archäologische Befunde der frühen Neuzeit im Bereich der Kath. Nebenkirche Hl. Kreuz in Kreuzberg, darunter die Spuren von Vorgängerbauten bzw. älterer Bauphasen.                                                                     | D-3-6436-0125 |      |
| Hahnbach (Standort) | Archäologische Befunde des abgegangenen spätmittelalterlichen und frühneuzeitlichen Hammerherrensitzes und der zugehörigen Kapelle St. Laurentius in Irlbach.                                                                          | D-3-6436-0128 |      |
| Hahnbach (Standort) | Archäologische Befunde der frühen Neuzeit im Bereich der Kath. Kirche Hl. Dreifaltigkeit in Hahnbach. | D-3-6436-0132 |      |
| Hahnbach (Standort) | Archäologische Befunde der frühneuzeitlichen Marktbefestigung von Hahnbach. | D-3-6436-0169 |      |
| Hahnbach (Standort) | Gräberfeld der Urnenfelderzeit. | D-3-6437-0003 |      |
| Hahnbach (Standort) | Mesolithische Freilandstation. | D-3-6437-0068 |      |
| Hahnbach (Standort) | Mesolithische Freilandstation. | D-3-6437-0071 |      |
| Hahnbach (Standort) | Mesolithische Freilandstation. | D-3-6437-0072 |      |
| Hahnbach (Standort) | Bestattungsplatz der mittleren Bronzezeit mit Grabhügeln. | D-3-6437-0074 |      |
| Hahnbach (Standort) | Bestattungsplatz der Spätbronzezeit und der Hallstattzeit mit verebneten Grabhügeln. | D-3-6437-0075 |      |
| Hahnbach (Standort) | Archäologische Befunde der frühen Neuzeit im Bereich der Kath. Wallfahrtskirche Unser Lieben Frau bei Mausdorf, darunter die Spuren von Vorgängerbauten bzw. älterer Bauphasen.                                                        | D-3-6437-0084 |      |
| Hahnbach (Standort) | Archäologische Befunde der abgegangenen mittelalterlichen und frühneuzeitlichen Pfarrkirche St. Ursula in Ursulapoppenricht mit zugehörigem Friedhof.                                                                                  | D-3-6537-0181 |      |